# اوسترمندیژان
شهر اوسترمندیژان  در بخش برن در ایالت برن در کشور سوئیس واقع شده‌است که ۱۵٬۲۰۰ نفر جمعیت دارد.